# Constempellina brevicosta
Constempellina brevicosta är en tvåvingeart som först beskrevs av Edwards 1937.  Constempellina brevicosta ingår i släktet Constempellina och familjen fjädermyggor. Arten är reproducerande i Sverige. Inga underarter finns listade i Catalogue of Life.